# Pere Riba i Cabana
Pere Riba i Cabana   (Matadepera, 2 de maig de 1970) és un ex-pilot de motociclisme català que competí internacionalment des de mitjan dècada de 1990 fins a mitjan dècada del 2000. Especialista en categoria de Supersport, en fou dues vegades Campió d'Espanya (1993 i 1996).

## Trajectòria internacional
Debutà al Campionat del Món de motociclisme de velocitat la temporada de 1993 en categoria de 250cc, pilotant una Honda durant sis Grans Premis, sense aconseguir-hi però cap punt. Tampoc no n'aconseguí cap dos anys més tard, durant la temporada de 1995, en què disputà onze Grans Premis a la mateixa categoria amb una Aprilia.
Ja el 2002 competí a la categoria MotoGP amb una Yamaha YZR500 de l'equip Antena 3 Yamaha d'Antín, aconseguint finalment quatre punts gràcies a dues classificacions entre els quinze primers.

### Supersport i Superbikes
Tingué una carrera més llarga i reeixida a les competicions de motocicletes derivades de les de sèrie, com ara el Mundial de Superbikes i el de Supersport, havent-hi participat entre 1996 i 2007.
Cap a finals de la temporada del 2007, anuncià la seva retirada de la competició per tal de dedicar-se a la tasca de pilot de proves de Kawasaki, en particular per al desenvolupament de la versió esportiva de la Kawasaki Ninja ZX-6R/RR. Justament amb aquest model retornà esporàdicament a la competició, prenent part en alguna cursa del Campionat del Japó de Supersport durant el 2009.

## Resultats al Mundial de motociclisme[1]
| Any   | Categoria | Moto    | Curses | Victòries | Podi | Pole | Fast lap | Punts | Posició |
| ----- | --------- | ------- | ------ | --------- | ---- | ---- | -------- | ----- | ------- |
| 1993  | 250cc     | Honda   | 6      | 0         | 0    | 0    | 0        | 0     | -       |
| 1995  | 250cc     | Aprilia | 11     | 0         | 0    | 0    | 0        | 0     | -       |
| 2002  | MotoGP    | Yamaha  | 6      | 0         | 0    | 0    | 0        | 4     | 27è     |
| Total |           |         | 23     | 0         | 0    | 0    | 0        | 4     |         |